# Олуметс, Индро
Индро Олуметс (эст. Indro Olumets; 10 апреля 1971, Тарту) — эстонский футболист, полузащитник. Выступал за национальную сборную Эстонии.

## Биография

### Клубная карьера
Воспитанник СК Октябрьского района Таллина и клуба «Лывид», тренеры Роман Убакиви и Олев Рейм.
Дебютировал на взрослом уровне в 1989 году в составе таллинского «Спорта», игравшего во второй лиге СССР. После выхода эстонских команд из союзного чемпионата два года выступал за «Флору» в первенстве республики, а с 1992 года — в независимом чемпионате Эстонии. В составе «Флоры» стал двукратным чемпионом и неоднократным призёром национального чемпионата.
В сезоне 1996/97 потерял место в составе «Флоры» и играл за её фарм-клуб «Лелле», затем в ходе сезона перешёл в «Таллинна Садам», с этой командой дважды завоёвывал серебряные медали. С 1999 года выступал за «Левадию» из Маарду, в её составе становился чемпионом страны в 1999 и 2000 годах и неоднократным призёром. В 2004 году играл за «ТФМК» и стал бронзовым призёром.
В 2005 году перешёл в «Нымме Калью», с которым в том же сезоне победил в турнире второй лиги, а спустя три года вышел из первой лиги в высшую. В 2009 году сыграл в высшей лиге три матча, после чего окончательно завершил профессиональную карьеру. Затем ещё два года выступал в любительских клубах.
С 2011 года работает детским тренером в системе «Нымме Калью».

### Карьера в сборной
Дебютировал в национальной сборной Эстонии 3 июня 1992 года, в первом официальном матче после восстановления независимости, против команды Словении. Впервые отличился в своей второй игре, 10 июля 1992 года, забив «гол престижа» в ворота сборной Латвии (1:2). Последний матч провёл 24 апреля 1996 года против сборной Исландии. Всего сыграл 32 матча за сборную и забил два гола.

## Стиль игры
Отличался хорошим обостряющим пасом и отдавал много голевых передач. Считался одним из самых техничных футболистов Эстонии.

## Достижения
- Чемпион Эстонии (4): 1993/94, 1994/95, 1999, 2000
- Серебряный призёр чемпионата Эстонии (4): 1992/93, 1997/98, 1998, 2002
- Бронзовый призёр чемпионата Эстонии (3): 1995/96, 2001, 2004
- Обладатель Кубка Эстонии (4): 1995, 1997, 1999, 2000
- Обладатель Суперкубка Эстонии (4): 1997, 1999, 2000, 2001

## Личная жизнь
Отец, Вилли Олуметс (род. 1945) — борец и тренер по греко-римской борьбе, шестикратный чемпион Эстонской ССР.